# Шумахер, Александр Александрович
Александр Александрович Шумахер (1854—1920) — директор Санкт-Петербургской конторы Государственного банка. Тайный советник.

## Биография
Родился в 1854 году в семье Александра Даниловича Шумахера (1820—1898).
В 1866—1872 годах учился в Анненшуле. Высшее образование получил в Санкт-Петербургском университете и Военно-юридической академии. В службе состоял с 14 октября 1877 года, был записан кандидатом на военно-судебные должности. 
До 1908 года был директором Санкт-Петербургской конторы Государственного банка; в 1908—1914 года — директор банка[какого?]
Действительный статский советник с 13 апреля 1897 года, тайный советник с 18 апреля 1910 года. Был награждён орденами: Св. Владимира 4-й (1900) и 3-й (1903) степеней, Св. Станислава 1-й степени (1906).
Им были написаны: «Уголовная теория Ансельма Фейербаха» (СПб., 1877); «Об освобождении крестьян» (СПб., 1878); «О жизни и деяниях императора Александра II-го» (СПб., 1886); «История жизни и царствования императора Александра II» (СПб., 1899; 3-е изд. — СПб.: Северная электропеч., 1903.); «Великая крестьянская реформа при царе-освободителе» (СПб., 1911).
Умер в 1920 году в Санкт-Петербурге от голода.
Был женат на Варваре Васильевне Ососовой. Их дети: Варвара, Александр, Георгий.